# Южен гребенест тритон
Южният гребенест тритон (Triturus karelinii, Strauch, 1870) е вид дребно опашато земноводно от род Тритони (Triturus). В миналото южният гребенест тритон е смятан за подвид на големия гребенест тритон, който днес се определя като надвид.
След 2013 година от самия южен гребенест тритон са отделени два нови вида - гребенестият тритон на Буреш (Triturus ivanbureschi) в източните Балкани и западна Мала Азия и Triturus anatolicus в северна Мала Азия.

## Разпространение
Южният гребенест тритон обитава блата, наводнени изкопи и други застояли водоеми, като предпочита изобилстващите с подводна растителност.

## Начин на живот и хранене
Южните гребенести тритони живеят във водата от есента до размножителния сезон през пролетта. След това излизат на сушата и живеят в близост до водоемите, като предпочитат влажни и хладни места.
При пребиваването си на сушата се хранят през нощта с червеи, насекоми, дребни мекотели, и други. Във водата основната му храна са водни насекоми, охлюви, ларви на комари, като освен това се храни и с дребни ракообразни, хайвер, ларви на жаби и други.

## Размножаване
Южният гребенест тритон се размножава през пролетта във водата. Женската снася от 80 до 600 яйца, най-често 150 – 200, които залепва поединично или на малки групи към листа на подводни растения.

## Допълнителни сведения
Южният гребенест тритон е защитен от Приложение II на Бернската конвенция и от Приложения II и III на Закона за биологичното разнообразие.